# Crescita
La crescita è il processo di sviluppo di un essere vivente, di un oggetto o di un'organizzazione. 

## Biologia
Gli organismi viventi, vegetali o animali, sono soggetti al fenomeno della crescita che accompagna lo stato dell'individuo dalla nascita alla maturità.
La crescita avviene, in genere, con l'aumento dimensionale in larghezza del fusto o degli arti, in lunghezza/altezza e in peso. 
Nei batteri la crescita avviene con l'aumento di dimensioni ma non sempre ciò è accompagnato da divisione cellulare.
La crescita è fondamentale in tutti gli organismi al fine di raggiungere quelle dimensioni e forme che permettano di affrontare gli eventi nella pienezza delle possibilità di sopravvivenza.
In alcuni organismi, quali le piante, la crescita è un fenomeno continuo per tutta la durata dell'esistenza. Nei mammiferi la crescita è tale fino alla maturità, in seguito si hanno solo delle modificazioni corporee o strutturali.
Riguardo alla crescita dell'essere umano si parla di accrescimento somatico. La scienza che lo studia è l'auxologia.
La crescita può assumere anche aspetti patologici quali la proliferazione abnorme di alcuni organismi o la crescita incontrollata delle cellule tumorali.

## In economia
I valori relativi a parametri quali:
- Reddito (aziendale, nazionale, di area, di settore);
- Produzione (agricola, industriale, per settore);
- Indici monetari;
- Valori e indici di borsa;
- Valori e indici dei prezzi delle materie prime

La crescita  dei valori attinenti all'economia è significativa come indicatore del buon stato di salute della stessa.
La crescita, o meglio la variazione,  dei valori a rilevanza economica viene costantemente rilevata e valutata ed i risultati sono presi a base per l'adozione delle politiche economiche e dei comportamenti delle imprese.

## La crescita come disvalore
Come tutti i fenomeni anche la crescita non è sempre un segnale positivo. 
Valori come l'incremento dell'incidenza di alcune malattie o l'aumento dell'inquinamento sono sicuramente fattori negativi.
Un altro fattore di rischio è la velocità della crescita; quando essa è troppo elevata (si parla di tasso di crescita troppo elevato) è quasi sempre un segnale che indica necessità di attenzione e, se necessario, interventi di correzione.